# Campeonato Uruguayo de Primera División 1923
El Campeonato Uruguayo 1923 constituyó el 23.º torneo de primera división del fútbol uruguayo organizado por la AUF.
El torneo consistió en un campeonato a dos ruedas de todos contra todos. En él participaron 12 equipos, coronándose campeón el Club Nacional de Football por décima vez en su historia, y segunda de manera consecutiva.
La desafiliación de la AUF de los clubes Peñarol y Central el año anterior, produjo la aparición por primera vez en primera división de los clubes Bella Vista y Fénix.

## Sistema de disputa
El campeonato fue un torneo de 12 equipos, todos contra todos, a dos ruedas.
Este fue el primer torneo tras el llamado cisma del fútbol uruguayo, luego de que Peñarol y Central fuesen desafiliados la temporada anterior y fundaran la Federación Uruguaya de Football, cuyos torneos no son reconocidos oficialmente por la AUF. La liga reconocida por la FIFA y la Conmebol siguió siendo la Asociación Uruguaya de Fútbol, que ese mismo año lograría obtener por cuarta vez el Campeonato Sudamericano de selecciones, y concurriría a los Juegos Olímpicos de París del año siguiente.
A su vez, los equipos Wanderers, Charley y Lito participaron de ambos torneos con dos equipos distintos. En el caso de Lito, se los denominó Lito "redondo" al asocianista y Lito "cuadrado" al de la Federación, diferenciándose por el escudo que llevaban en la camiseta azulgrana. En el caso de Wanderers, compitió oficialmente en la Liga de la AUF y se inscribió con un equipo alternativo bajo el nombre de Atlético Wanderers en la FUF.

## Equipos participantes

### Relevos temporada anterior
| Club        | Ascendido como                     |
| ----------- | ---------------------------------- |
| Bella Vista | Campeón Divisional Intermedia 1922 |
| Fénix       | 2º Divisional Intermedia 1922      |

| Club    | Motivo                                |
| ------- | ------------------------------------- |
| Peñarol | Desafiliado por desobedecer a la AUF. |
| Central | Desafiliado por desobedecer a la AUF. |

### Datos de los equipos
| Club                 | Ciudad     | Estadio             | Capacidad | Fundación             | Temporadas | Temporadas Consecutivas | Títulos | 1922 |
| -------------------- | ---------- | ------------------- | --------- | --------------------- | ---------- | ----------------------- | ------- | ---- |
| Belgrano             | Montevideo |                     |           |                       | 4          | 4                       | -       | 6°   |
| Bella Vista          | Montevideo |                     |           | 4 de octubre de 1920  | -          | -                       | -       | -    |
| Charley              | Montevideo |                     |           |                       | 6          | 6                       | -       | 11°  |
| Dublin               | Montevideo |                     |           |                       | 12         | 7                       | -       | 12°  |
| Fénix                | Montevideo |                     |           | 7 de julio de 1916    | -          | -                       | -       | -    |
| Lito                 | Montevideo |                     |           | 1917                  | 2          | 2                       | -       | 5°   |
| Liverpool            | Montevideo | Belvedere           | 7.780     | 15 de febrero de 1915 | 3          | 3                       | -       | 7°   |
| Nacional             | Montevideo | Gran Parque Central | 15.000    | 14 de mayo de 1899    | 21         | 21                      | 9       | 1°   |
| Rampla Juniors       | Montevideo |                     |           | 7 de enero de 1914    | 1          | 1                       | -       | 3°   |
| Universal            | Montevideo |                     |           |                       | 11         | 11                      | -       | 8°   |
| Uruguay Onward       | Montevideo |                     |           |                       | 3          | 3                       | -       | 10°  |
| Montevideo Wanderers | Montevideo | Belvedere           | 7.780     | 15 de agosto de 1902  | 19         | 19                      | 2       | 2°   |

Notas: Los datos estadísticos corresponden a los campeonatos uruguayos oficiales. Las fechas de fundación son las declaradas por cada club. La columna «Estadio» refleja el estadio donde el equipo más veces juega de local, pero no indica que sea su propietario. Véase también: Estadios de fútbol de Uruguay.

## Tabla de posiciones
|  | Pos. | Equipos              |  | PJ | PG | PE | PP | GF | GC | Dif. | Pts. |
|  | ---- | -------------------- |  | -- | -- | -- | -- | -- | -- | ---- | ---- |
|  | 1    | Nacional             |  | 22 | 18 | 2  | 2  | 58 | 12 | +46  | 38   |
|  | 2    | Rampla Juniors       |  | 22 | 14 | 6  | 2  | 30 | 12 | +18  | 34   |
|  | 3    | Bella Vista          |  | 22 | 13 | 4  | 5  | 35 | 16 | +19  | 30   |
|  | 4    | Belgrano             |  | 22 | 10 | 5  | 7  | 20 | 20 | 0    | 25   |
|  | 5    | Lito                 |  | 22 | 8  | 8  | 6  | 23 | 21 | +2   | 24   |
|  | 6    | Universal            |  | 22 | 9  | 4  | 9  | 19 | 24 | -5   | 22   |
|  | 7    | Liverpool            |  | 22 | 6  | 8  | 8  | 17 | 22 | -5   | 20   |
|  | 8    | Fénix                |  | 22 | 5  | 8  | 9  | 13 | 20 | -7   | 18   |
|  | 9    | Montevideo Wanderers |  | 22 | 5  | 6  | 11 | 16 | 24 | -8   | 16   |
|  | 10   | Uruguay Onward       |  | 22 | 3  | 9  | 10 | 16 | 27 | -11  | 15   |
|  | 11   | Charley              |  | 22 | 4  | 5  | 13 | 16 | 38 | -22  | 13   |
|  | 12   | Dublin               |  | 22 | 3  | 3  | 16 | 6  | 33 | -27  | 9    |

|  | Campeón uruguayo.                     |
|  | Desciende a la Divisional Intermedia. |

|                                             |
| Uruguay                                     |
| Campeón Uruguayo 1923 Nacional 10.mo título |